# عبدالنبی ستارزاده
عبدالنبی ستارزاده (متولد ۱۳۱۹) ادب‌پژوه تاجیک و رئیس بنیاد رودکی است. او همچنین عضو پیوستهٔ فرهنگستان زبان و ادب فارسی است.

## آثار
- «نقطهٔ پیوند» (بعضی مسئله‌های توسعهٔ شعر و نقد ادبی) (۱۹۸۲)،
- «تاریخچهٔ نظریات ادبی فارسی تاجیکی» (۲۰۰۱)،
- «ارسطو و نظریات فارسی تاجیکی» (۲۰۰۲، به زبان روسی)،
- «کهنه و نو» (در شعر، نقد و زبان) (۲۰۰۴، به الفبای سریلیک؛ ۲۰۰۶، به الفبای فارسی)،
- «ادبیات تاجیک (کتاب درسی برای صنف ۸) (۲۰۰۹، ۲۰۱۵، ۲۰۱۸)،
- «تکملهٔ بدیع فارسی تاجیکی» (در زمینه‌های نوشته‌های پیشینیان و امروزیان) (۲۰۱۱)،
- «از رودکی تا لایق» (۲۰۱۳)،
- «نظریات ادبی عبدالرحمان جامی» (۲۰۱۴)،
- «مسئله‌های مهمّ سیاست خارجی تاجیکستان: بسیارسمتی در عمل» (۲۰۱۴، به زبان روسی)،
- «ارزش‌های وحدت ملّی» (۲۰۱۷)